# جيمس بي. تي. كارتر
جيمس بي. تي. كارتر هو سياسي أمريكي، ولد في 30 يوليو 1822 في مقاطعة كارتر في الولايات المتحدة، وتوفي في 29 سبتمبر 1869 في المكسيك. نشط حزبياً في الحزب الجمهوري.